# Villalengua
Villalengua ist ein nordspanischer Ort und eine Gemeinde (municipio) mit 289 Einwohnern (Stand: 2024) im Westen der Provinz Saragossa und der Autonomen Region Aragonien. Der Ort gehört zur bevölkerungsarmen Serranía Celtibérica.

## Lage und Klima
Villalengua liegt etwa 110 Kilometer (Luftlinie) westsüdwestlich von Saragossa in einer Höhe von 770 m am Río Manubles. Das Klima ist gemäßigt bis warm; der eher spärliche Regen (ca. 447 mm/Jahr) fällt mit Ausnahme der eher trockenen Sommermonate übers Jahr verteilt.

## Bevölkerungsentwicklung
| Jahr      | 1970 | 1981 | 1991 | 2001 | 2011 | 2021 |
| Einwohner | 721  | 612  | 500  | 430  | 390  | 291  |

Die Mechanisierung der Landwirtschaft, die Aufgabe bäuerlicher Kleinbetriebe und der damit verbundene Verlust von Arbeitsplätzen führten seit der Mitte des 20. Jahrhunderts zu einem deutlichen Rückgang der Bevölkerung (Landflucht).

## Sehenswürdigkeiten
- Himmelfahrtskirche (Iglesia de la Asunción de Nuestra Señora)
- frühere Enkomiende des Johanniterordens